# Alfa Romeo Stelvio
El Alfa Romeo Stelvio es un crossover compacto tipo SUV del segmento D, producido por el fabricante italiano Alfa Romeo desde 2016. Es con carrocería de cinco puertas y cinco plazas de motor delantero longitudinal, disponible con tracción trasera o total.

## Vista general

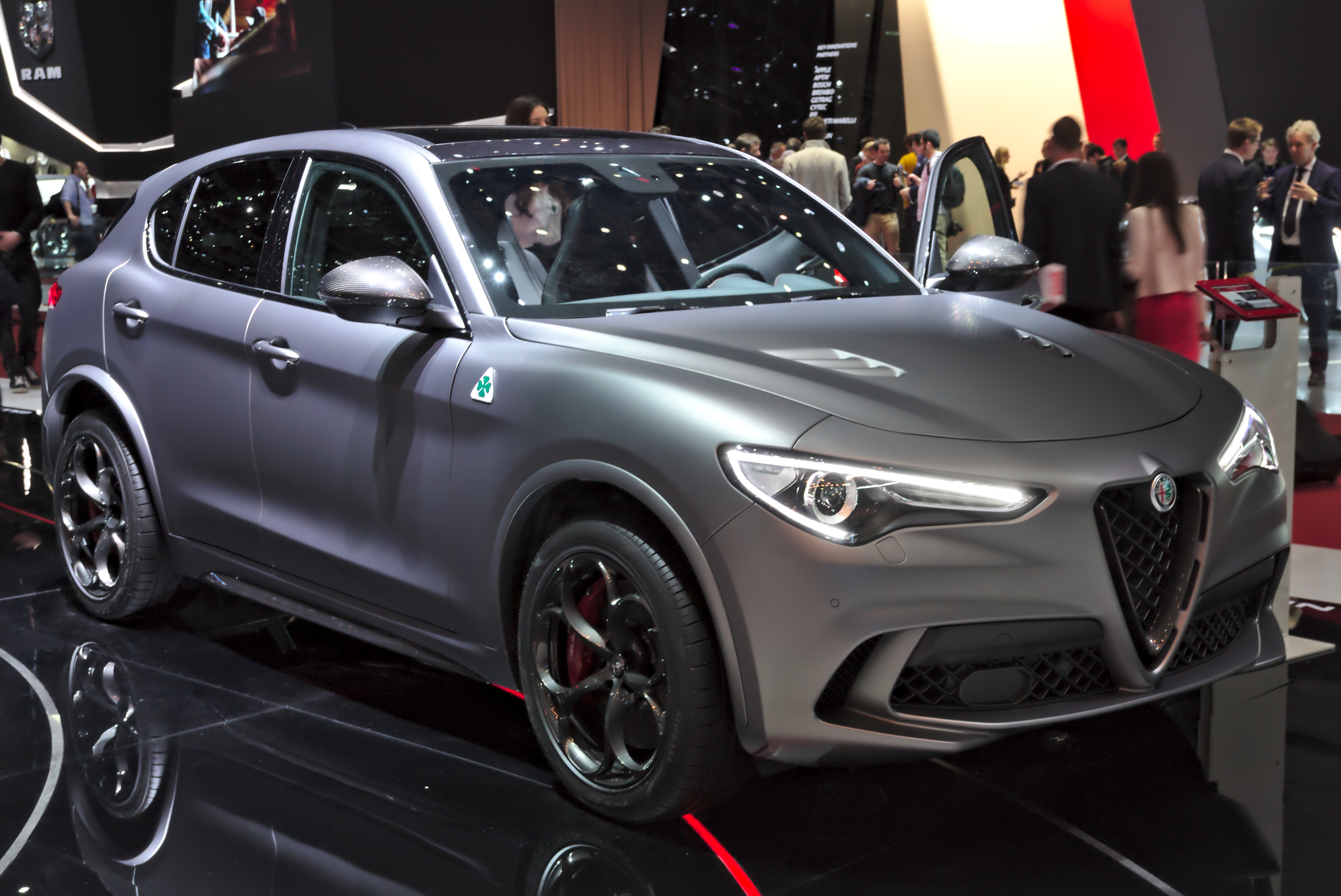
QV Nring II en el Salón del Automóvil de Ginebra de 2018

El Stelvio es el primer SUV moderno del fabricante, aunque había producido el vehículo militar Matta en la década de 1950. Su nombre se refiere al Paso Stelvio, el paso de montaña de los Alpes.
El Stelvio se presentó en el Salón del Automóvil de Los Ángeles de 2016 y se comenzó a fabricar a finales de ese mismo año.[cita requerida] Utiliza la misma plataforma mecánica del Alfa Romeo Giulia y se fabrica en Fiat Cassino.
Los motores de gasolina son un cuatro cilindros turbo de 280 CV (276 HP; 206 kW) o 200 CV (197 HP; 147 kW);[cita requerida] y un V6 de 2891 cm³ (2,9 L; 176,4 plg³) biturbo con 510 CV (503 HP; 375 kW) y 600 N·m (443 lb·pie) de par máximo. El motor diésel es un cuatro cilindros de 2.2 litros, disponible en variantes de 150 CV (148 HP; 110 kW), 160 CV (158 HP; 118 kW), 180 CV (178 HP; 132 kW), 190 CV (187 HP; 140 kW) o 210 CV (207 HP; 154 kW). Se ofrece con una transmisión manual de seis velocidades o una automática de ocho velocidades.
Existen dos versiones: Stelvio Distinctive con el motor 2.0 turbo de 200 CV (197 HP; 147 kW) y 330 N·m (243 lb·pie); y la Stelvio Veloce con el motor 2.0 turbo de 280 CV (276 HP; 206 kW) y 400 CV (395 HP; 294 kW).[cita requerida] Las dos versiones están acopladas a una transmisión automática de ocho velocidades y tracción integral Q4. Para ese momento, todavía no estaba disponible la Stelvio Quadrifoglio. Las dos versiones se podían pedir con dos tipos de asientos: con cuero Milano o cuero Veloce. Los precios se informaron en euros y la garantía fue de cinco años o 100 000 km (62 100 millas).[cita requerida]
En 2022, Alfa Romeo le hizo una actualización a la gama del Stelvio, quitando de la oferta a la versión entrada de gama Distinctive.[cita requerida]